# Edward K. Valentine

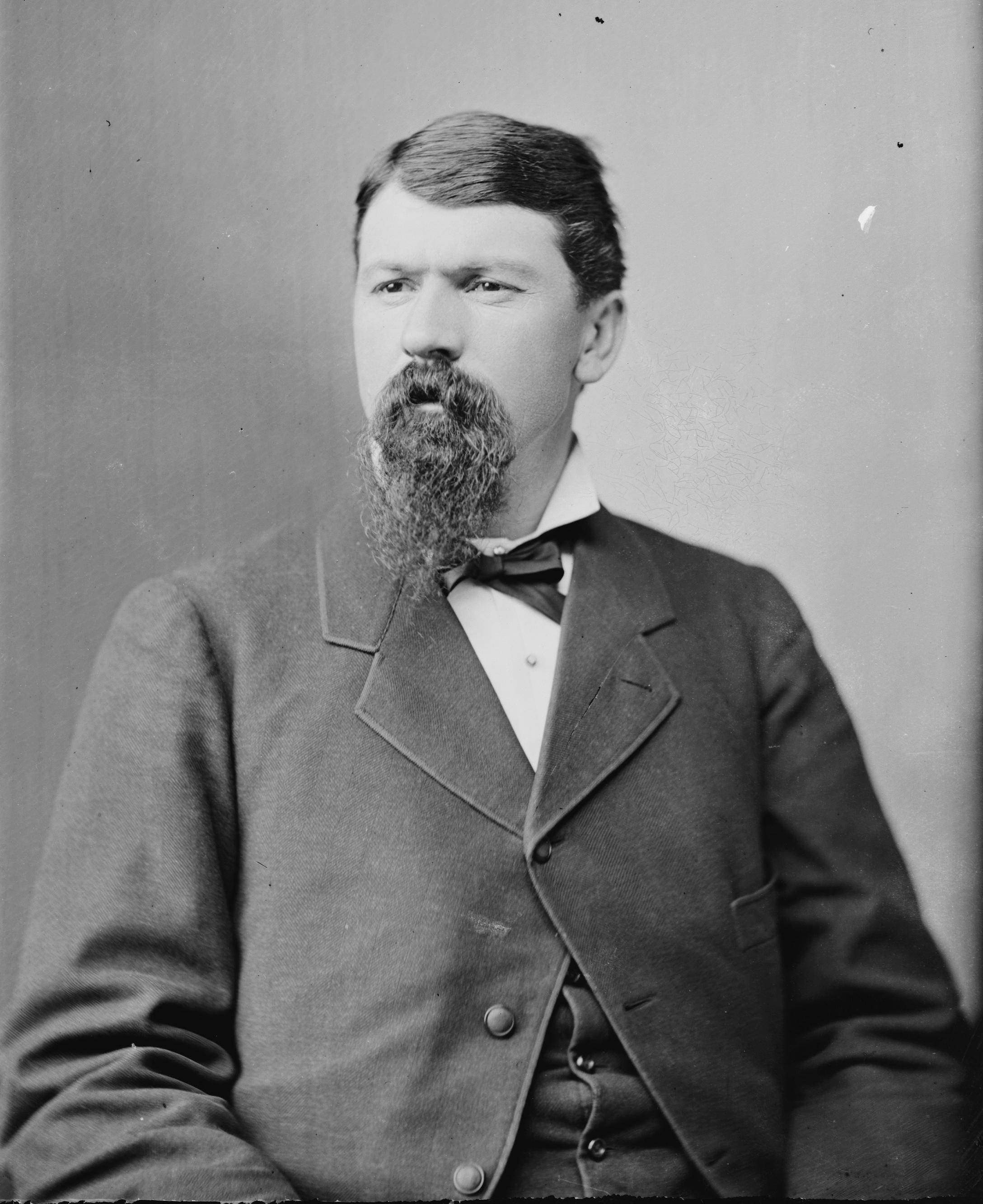
Edward K. Valentine

Edward Kimble Valentine (* 1. Juni 1843 in Keosauqua, Iowa; † 11. April 1916 in Chicago, Illinois) war ein US-amerikanischer Politiker (Republikanische Partei). Zwischen 1879 und 1883 vertrat er den ersten und von 1883 bis 1885 den dritten Wahlbezirk des Bundesstaates Nebraska im US-Repräsentantenhaus.

## Werdegang
Edward Valentine besuchte die öffentlichen Schulen seiner Heimat und erlernte danach das Druckerhandwerk. Während des Bürgerkrieges diente er in der Armee der Union. Im Jahr 1866 zog er nach Omaha im Nebraska-Territorium. Von 1869 bis 1871 arbeitete er als Registrator für die Landverwaltungsbehörde in West Point. Nach einem Jurastudium und seiner Zulassung als Rechtsanwalt begann er dort in seinem neuen Beruf zu arbeiten.
Im Jahr 1875 wurde Valentine Richter im fünften juristischen Bezirk von Nebraska. 1878 wurde er im ersten Wahlbezirk von Nebraska in das US-Repräsentantenhaus gewählt. wo er am 4. März 1879 die Nachfolge von Thomas Jefferson Majors antrat. Im Jahr 1880 wurde er in seinem Amt bestätigt und bei den Wahlen des Jahres 1882 schaffte er die erneute Wahl in den Kongress, diesmal im neugeschaffenen dritten Wahlbezirk. Zwischen 1881 und 1883 war er Vorsitzender des Landwirtschaftsausschusses. Bei den Wahlen des Jahres 1884 kandidierte Valentine nicht mehr. Daher schied er nach insgesamt drei Legislaturperioden am 3. März 1885 aus dem Kongress aus.
Zwischen 1890 und 1893 übte er das Amt des Sergeant at Arms im US-Senat aus. Danach arbeitete er wieder als Rechtsanwalt in West Point. Im Jahr 1908 zog er nach Chicago, wo er seinen Lebensabend verbrachte. Dort ist er am 11. April 1916 verstorben.